# Eupogonius
Eupogonius är ett släkte av skalbaggar. Eupogonius ingår i familjen långhorningar.

## Dottertaxa tillEupogonius, i alfabetisk ordning[1]
- Eupogonius affinis
- Eupogonius albipilis
- Eupogonius annulicornis
- Eupogonius apicicornis
- Eupogonius arizonensis
- Eupogonius bierigi
- Eupogonius brevifasciata
- Eupogonius columbianus
- Eupogonius comus
- Eupogonius cryptus
- Eupogonius cyaneus
- Eupogonius dubiosus
- Eupogonius flavocinctus
- Eupogonius flavovittatus
- Eupogonius fulvovestitus
- Eupogonius fuscovittatus
- Eupogonius griseus
- Eupogonius hagmanni
- Eupogonius haitiensis
- Eupogonius infimus
- Eupogonius knabi
- Eupogonius laetus
- Eupogonius lanuginosus
- Eupogonius lateralis
- Eupogonius lineolatus
- Eupogonius longipilis
- Eupogonius maculicornis
- Eupogonius major
- Eupogonius microphthalmus
- Eupogonius nigrinus
- Eupogonius nigritarsis
- Eupogonius pauper
- Eupogonius petulans
- Eupogonius piceus
- Eupogonius pilosulus
- Eupogonius pubescens
- Eupogonius pubicollis
- Eupogonius scutellaris
- Eupogonius stellatus
- Eupogonius strandi
- Eupogonius subarmatus
- Eupogonius subnudus
- Eupogonius subtessellatus
- Eupogonius superbus
- Eupogonius tomentosus
- Eupogonius triangularis
- Eupogonius ursulus
- Eupogonius vandykei
- Eupogonius wickhami
- Eupogonius vittipennis
- Eupogonius yeiuba